# William P. Rogers
Pour les articles homonymes, voir William Rogers (homonymie) et Rogers.
William Pierce Rogers est un homme politique américain, né le 23 juin 1913 à Norfolk (New York) et mort le 2 janvier 2001 à Bethesda (Maryland). Membre du Parti républicain, il est procureur général des États-Unis entre 1957 et 1961 dans l'administration du président Dwight Eisenhower et secrétaire d'État entre 1969 et 1973 dans celle de son successeur Richard Nixon.

## Biographie
Après la mort de sa mère au début de son adolescence, il est élevé par ses grands-parents.
Diplômé en droit, il s'inscrit au barreau en 1937 et travaille entre 1938 et 1942 sous le mandat du procureur Thomas Dewey à poursuivre le crime organisé dans la ville de New York.
En 1942, il rejoint l'United States Navy et sert sur l'USS Intrepid durant la bataille d'Okinawa.
En 1950, il entre au conseil d'administration de la firme juridique « Dwight, Royall, Harris, Koegel & Caskey » plus tard rebaptisé « Rogers & Wells » puis « Clifford Chance Rogers & Wells » (il va travailler dans ce cabinet jusqu'à sa mort).
En 1953, il rejoint l'administration du président Dwight D. Eisenhower comme procureur général adjoint (Deputy Attorney General) puis comme procureur général (Attorney General) de 1957 à 1961.
Du 22 janvier 1969 au 3 septembre 1973, il est secrétaire d'État (ministre des Affaires étrangères) du président Richard Nixon mais il va être dépassé par le rôle et l'importance pris par le conseiller à la Sécurité nationale, Henry Kissinger.
En 1986, il est le président de Commission présidentielle sur la navette spatiale Challenger, souvent appelée commission Rogers, chargée de l'enquête sur l'explosion de la navette Challenger dont le rapport va être sans pitié pour la direction de la NASA, pointant alors toutes ses négligences.